# Антон Руиз (Порторико)
Антон Руиз (шп. Antón Ruíz) град је у америчкој острвској територији Порторико, острвској држави Кариба.

## Демографија
По попису из 2010. године број становника је 1.589, што је 175 (-9,9%) становника мање него 2000. године.
| Група             | 2000.         | 2010.         |
| Белци             | 6 (0,3%)      | 8 (0,5%)      |
| Афроамериканци    | 216 (12,2%)   | 279 (17,6%)   |
| Азијати           | 3 (0,2%)      | 2 (0,1%)      |
| Хиспаноамериканци | 1.751 (99,3%) | 1.580 (99,4%) |
| Укупно            | 1.764         | 1.589         |